# Liste der Monuments historiques in Redon
Die Liste der Monuments historiques in Redon führt die Monuments historiques in der französischen Stadt Redon auf.

## Liste der Bauwerke
| Bezeichnung               | Beschreibung | Standort                | Kennzeichnung | Schutzstatus | Datum | Bild           |
| ------------------------- | ------------ | ----------------------- | ------------- | ------------ | ----- | -------------- |
| Abtei Saint-Sauveur       |              | (Lage)                  | PA00090664    | Classé       | 1990  | weitere Bilder |
| Couvent des Calvairiennes |              | (Lage)                  | PA00090665    | Inscrit      | 1986  | weitere Bilder |
| Abteikirche Saint-Sauveur |              | (Lage)                  | PA00090666    | Classé       | 1862  | weitere Bilder |
| Hôtel de Richelieu        |              | (Lage)                  | PA00090667    | Inscrit      | 1987  | weitere Bilder |
| Hôtel de Carmoy           |              | 6/7, rue du Port (Lage) | PA00090668    | Inscrit      | 1930  | weitere Bilder |
| Manoir du Mail            | Herrenhaus   | (Lage)                  | PA00090669    | Inscrit      | 1987  | weitere Bilder |

## Liste der Objekte

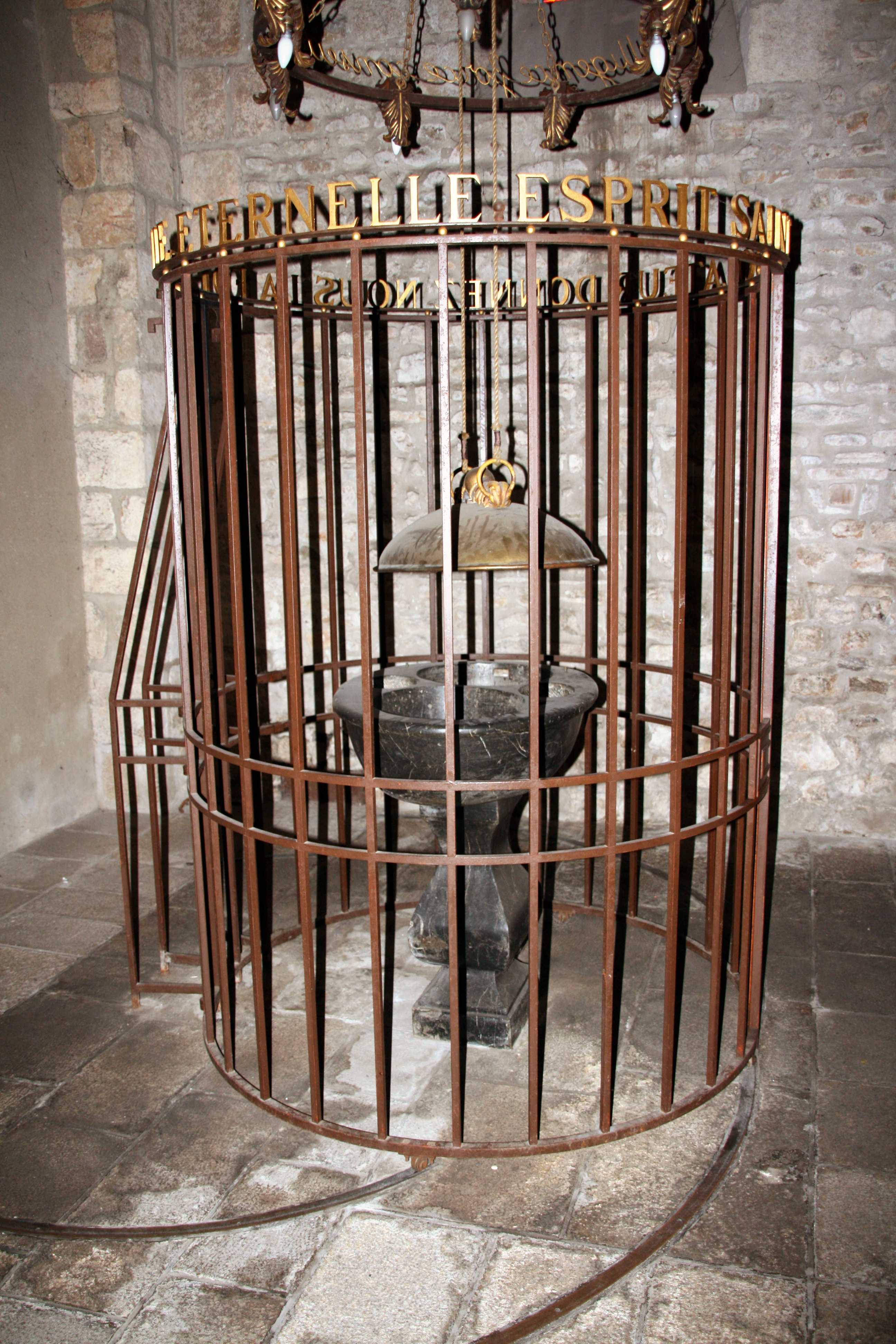
Taufbecken mit Eisengitter in der Kirche St-Sauveur

- Monuments historiques (Objekte) in Redon in der Base Palissy des französischen Kultusministeriums